# Samsung Galaxy Tab 4 Education
Samsung Galaxy Tab 4 Education — планшетный компьютер из линейки Samsung Galaxy Tab, анонсированный и выпущенный компанией Samsung 16 мая 2014 года.

## Анонс
Samsung анонсировала планшет в пресс-релизе, в котором говорилось, что «Samsung стремится поддерживать образование, расширяя возможности педагогов». Начальная цена планшета установлена на уровне 369,99 долларов и на данный момент он доступен через партнерские каналы Samsung. Планшетный компьютер на базе популярной операционной системы на базе Google Android был выпущен специально для студентов. Он относится к четвертому поколению планшетов и оснащен экраном 10,1 дюйма.

## Технические характеристики
Samsung также объявила, что устройство будет поддерживать Google Play Store Education и будет совместимо с Samsung School. Благодаря поддержке многооконного режима ученики смогут сделать больше за меньшее время.
Процессор ARM 1,2 ГГц и скромные 1,5 ГБ оперативной памяти делают устройство достаточно быстрым для той цели, для которой оно было создано. Время работы батареи до 10 часов, устройство также сможет подключаться к большему монитору, чтобы учитель мог делиться работой ученика со всеми учениками в классе с помощью порта HDMI.
Устройство будет поставляться в прочной резине, которая обеспечит лучшее сцепление и более жесткое использование. Это было сделано с учетом потребностей студентов. Galaxy Tab 4 Education поставляется со стандартной памятью 16 ГБ и слотом для карт MicroSD для дополнительной памяти объемом до 64 ГБ.